# François Vignole
François Vignole (* 8. Juli 1912 in Lau-Balagnas, Département Hautes-Pyrénées; † 1992 in Saint-Lary-Soulan) war ein französischer Skirennläufer. Er war vor allem in der Disziplinen Slalom und Abfahrt erfolgreich.

## Werdegang
Vignole wuchs am Fuß der Pisten von Barèges auf. Dort wurde er Mitglied des Skiclubs Société L'Avalanche und feierte früh Erfolge bei regionalen Meisterschaften. 1932 und 1935 wurde er Französischer Meister. Bei den Weltmeisterschaften 1935 im schweizerischen Mürren gewann er die Bronzemedaille.